# Claudette Hauiti
Claudette Hauiti (nascuda el 8 de maig de 1961) és una política neozelandesa i diputada de la Cambra de Representants de Nova Zelanda des del maig de 2013. És membre del Partit Nacional.

## Inicis
Hauiti va néixer el 8 de maig de 1961 i va créixer a Auckland. Va estudiar a la Universitat de Canberra a Austràlia on es graduaria amb un BA en estudis esportius. Ha treballat en els mitjans de comunicació, específicament com a locutora pel canal Television New Zealand i per una ràdio en maori. El 2008 guanyà un premi televisiu per la producció del seu documentari «Children of the Revolution».

## Diputada
| Parlament de Nova Zelanda |      |                |        |          |
| Anys                      | Leg. | Circumscripció | Llista | Partit   |
| 2013-actualitat           | 50   | Llista         | 63     | Nacional |

En les eleccions generals neozelandeses de 2011 Hauiti fou candidata pel Partit Nacional en la circumscripció electoral de Māngere, una circumscripció Laborista des de les eleccions de 1969. Hauiti va quedar segona per darrere de Su'a William Sio, el diputat Laborista per la circumscripció des de 2008. Va rebre el 12,60% del vot contra el 75,90% de Sio. En trobar-se 63a en la llista electoral del partit, Hauiti no fou elegida.
En dimitir el diputat de llista Aaron Gilmore el maig de 2013, Hauiti es trobava següent en la llista electoral del partit i fou elegida. A partir del 28 de maig començà a ser diputada.

## Vida personal
Hauiti és maori i prové de les iwis Ngāti Porou, Te Whānau-ā-Apanui, Ngāpuhi, Ngāti Kuta i Ngāti Ruanui. A més és lesbiana i la seva parella és Nadine Mau, amb qui Hauiti té dos fills i una filla.